# 科塔古德姆
科塔古德姆（Kothagudem），是印度安得拉邦Khammam县的一个城镇。总人口79727（2001年）。

## 人口
该地2001年总人口79727人，其中男性39504人，女性40223人；0—6岁人口8192人，其中男4146人，女4046人；识字率69.84%，其中男性为77.03%，女性为62.78%。